# 初陣 (映画)
『初陣』（ういじん）は、1933年（昭和8年）製作・公開、冬島泰三原作・脚本・監督による日本の長篇劇映画、剣戟映画、サイレント映画（サウンド版）である。二代目林又一郎の長男、林敏夫の映画デビュー作として知られる。

## 略歴・概要
本作は、当時の松竹下加茂撮影所のスター、林長二郎（のちの長谷川一夫）の2作目『お嬢吉三』（監督衣笠貞之助、1927年）の脚本を手がけた冬島泰三のオリジナルシナリオを採用し、冬島が監督した作品である。本作は、白虎隊を主題にし、林長二郎の甥にあたる公開当時満18歳の「新スター林敏夫」をプロモーションする意図をもって製作され、同社は林長二郎、坂東好太郎、高田浩吉といった当時のスターをそろえて、オールスター豪華配役を組んだ。
中野忠晴歌唱による本作の主題歌『初陣の唄』も製作され、コロムビア・レコードから発売されたレコードのB面には、林敏夫本人と「私同様、甥、林敏夫をよろしく」という林長二郎の肉声による口上も収録されていた。各地のレコード店の店頭で繰り返し流され、盛大なプロモーションとなった。同年11月1日、東京・浅草公園六区の帝国館を皮切りに、全国で公開された。同館での同時上映は、松竹蒲田撮影所製作のサウンド版現代劇『大学の若旦那』（監督清水宏、主演藤井貢）であった。
サウンド版として製作された本作は、上映用プリントのサウンドトラックに音楽等が入ったものであり、芝居はサイレントベースであり、林敏夫は、本作以降の出演作でも、翌1934年（昭和9年）12月31日に公開された井上金太郎監督のトーキーによる正月映画『侠客曾我』までは、サウンド版ないしは純然たるサイレント映画に出演をつづけた。
2013年（平成25年）1月現在、東京国立近代美術館フィルムセンターも、マツダ映画社も、本作の上映用プリントを所蔵しておらず、現存していないとみなされるフィルムである。

## スタッフ・作品データ
- 原作・脚色・監督 : 冬島泰三
- 撮影 : 伊藤武夫

- 製作 : 松竹下加茂撮影所
- 上映時間（巻数 / メートル） : 約110分（11巻 / 約3,000メートル）
- フォーマット : 白黒映画 - スタンダードサイズ（1.33:1） - 24fps - モノラル録音（サウンド版）
- 公開日 :  日本 1933年11月1日
- 配給 :  松竹キネマ
- 初回興行 : 浅草公園六区・帝国館
- 同時上映 : 『大学の若旦那』（監督清水宏、主演藤井貢）

## キャスト
- 林敏夫
- 林長二郎
- 坂東好太郎
- 高田浩吉
- 尾上栄五郎
- 坂東橘之助
- 小藤田正一
- 花岡菊子
- 高尾光子

## 主題歌
- A面『初陣の唄』（ういじんのうた） : 歌唱中野忠晴、作詞西岡水朗、作編曲江口夜詩、演奏コロムビア・オーケストラ
- B面『挨拶 初陣について』（あいさつ ういじんについて） : 口上林敏夫・林長二郎
- レーベル番号 :27637
- 発売日 : 1934年1月
- 発売元 : コロムビア・レコード